# Giuseppe Barellai
Giuseppe Barellai, né en 1813 à Florence où il est mort le 3 décembre 1884, est un patriote et médecin italien.

## Biographie
Né dans une famille d'origine modeste ont réussi à obtenir un diplôme en médecine. Il a participé à la bataille de Curtatone et Montanara en 1848 tirée par ses aspirations libérales. En 1856, il a ouvert le premier hôpital marin pour le traitement de la tuberculose, les écrouelles et le rachitisme chez les enfants. La ville de Florence a apposé une plaque à sa mémoire sur la maison où il est mort dans la voie des Noirs. En 1870, Giuseppe Barellai était le promoteur pour la construction de l'hospice mer de Porto Santo Stefano, sur l'avenue qui porte son nom.